# Volksbelang
Volksbelang (VBL) was een Belgische lokale politieke partij te Brecht.

## Geschiedenis
De partij kwam een eerste maal op bij de gemeenteraadsverkiezingen van 1976 onder de naam Volksbelangen (VBL). Ze overtuigde daarbij 22,24% van de kiezers, goed voor vijf zetels in de gemeenteraad. Verkozenen waren August Van Den Berg, Frederik Van der Smissen, August Van Echelpoel, Frank Buelens en Hens. Bij de stembusgang van 1982 boekte de partij een forse winst en strandde op 30,60. Hierdoor mocht de partij negen verkozenen afvaardigen in de Brechtse gemeenteraad. Het betrof Hugo Heus, René Van der Smissen, Leon Verdyck, Herman Verheyen, Frank Buelinckx, Jules De Cremer, August Van Echelpoel, Roger Van Dyck en Maria Dierckx. Kort daarop werd aangekondigd dat VBL een coalitie zou vormen met PVV, SP en VU onder leiding van VBL-er Hugo Heus. In februari 1983 verloor deze coalitie evenwel haar meerderheid toen De Cremer en Verheyen hun terugkeer naar de CVP aankondigden. Deze partij bekwam hierdoor een volstrekte meerderheid en stelde De Cremer vervolgens aan als burgemeester en Verheyen als schepen. Later dat jaar (september 1983) werd op initiatief van VBL een ontmoetingsdag georganiseerd van onafhankelijke politieke partijen.
In de aanloop naar de stembusgang van 1988 vormde de partij een kartel met de CVP-afsplitsing CD onder de naam Christen Demokraten Volksbelangen (CDVBL). Lijsttrekker van deze kieslijst was VBL-er Hugo Heus. Het kartel kon 36,49% van de kiezers bekoren en kreeg daardoor 11 afgevaardigden in de gemeenteraad. Tijdens de legislatuur maakte Verheyen de overstap van CVP naar het kartel. Bij de verkiezingen van 1994 trok VBL (ditmaals als Volksbelang) opnieuw alleen naar de kiezer. Ze overtuigde daarbij 10,04% van de kiezers, goed voor drie zetels in de gemeenteraad. Verkozenen waren Hans Stoop, Hugo Heus en Frans Goris. De partij trad toe tot de bestuursmeerderheid (die voorts samengesteld was uit CDB en VLD en gesteund werd door Brecht Anders). Goris kreeg het mandaat van OCMW-voorzitter toegewezen en Stoop werd halfweg de legislatuur aangesteld tot schepen in opvolging van CDB-er Frans Stynen. In de aanloop naar de stembusgang van 2000 verlieten Stoop en Paul Gysbrechts (die Hugo Heus was opgevolgd in de gemeenteraad) de partij en sloten aan bij CDB. Later werd bekend dat Goris aansloot bij het Vlaams Blok en voor deze partij lijsttrekker werd.